# Fleurydora
Genre
Fleurydora est un genre de plantes à fleurs de la famille des Ochnaceae

## Liste des espèces
Selon GBIF (16 février 2025) :
- Fleurydora felicis A.Chev., 1933

## Systématique
Le nom correct complet (avec auteur) de ce taxon est Fleurydora A.Chev..